# Ciudad Acuña New International Airport
Ciudad Acuña New International Airport är en flygplats i Mexiko.   Den ligger i kommunen Acuña och delstaten Coahuila, i den norra delen av landet, 1 100 km norr om huvudstaden Mexico City. Ciudad Acuña New International Airport ligger 352 meter över havet.
Terrängen runt Ciudad Acuña New International Airport är platt. Runt Ciudad Acuña New International Airport är det glesbefolkat, med 11 invånare per kvadratkilometer. Närmaste större samhälle är Ciudad Acuña, 14,2 km öster om Ciudad Acuña New International Airport. Trakten runt Ciudad Acuña New International Airport består i huvudsak av gräsmarker.